# Октябрьский (Сарапульский район)
Октя́брьский — село в Сарапульском районе Удмуртской республики. Административный центр муниципального образования со статусом сельского поселения Октябрьское.

## География
В селе берёт начало река Северная.

## Население
| 2010 | 2012 |
| ---- | ---- |
| 401  | ↗403 |